# Provincia de Tavastia
La provincia de Tavastia o también de Häme (en finés: Hämeen lääni; en sueco: Tavastehus län) fue una provincia del Imperio sueco desde la Edad Media hasta 1809, y provincia de Finlandia desde 1831 hasta 1997.

## Historia

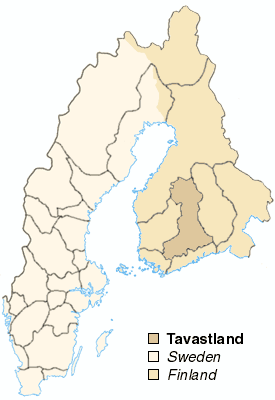
Tavastia como provincia de Suecia.

La provincia de Tavastia en 1917.

Se puede decir que la era prehistórica de Tavastia terminó con la Segunda Cruzada Sueca en 1239 o 1249, cuando se convirtió en parte de Suecia. 
La construcción del castillo de Häme comenzó en la década de 1260, por orden de Birger Jarl. Debía ser el centro de los tres "condados de castillos", siendo los otros dos el castillo de Turku (sueco: Åbo) en Finlandia Propia y el castillo Viipuri (sueco: Víborg) en Carelia. Después del tratado de Nöteborg en 1323, el castillo perdió parte de su importancia como defensa contra el este, pero siguió siendo un centro administrativo. Cuando Finlandia fue cedida a Rusia en septiembre de 1809, la provincia dejó de ser parte de Suecia. Las provincias no tienen función administrativa hoy en día, pero permanecen como legado histórico tanto en Finlandia como en Suecia.
La provincia ha estado habitada desde la Edad de Piedra. El norte de Tavastia fue durante mucho tiempo un desierto habitado por cazadores-recolectores sami y frecuentado por cazadores finlandeses. Solo durante la Baja Edad Media se introdujo lentamente la agricultura se introdujo en el norte de la provincia. 
En el siglo XIX, el crecimiento de la industria forestal comenzó a traer nueva riqueza al área. Las vías fluviales de Näsijärvi y Vanajavesi facilitaron el transporte de madera. Los centros más notables de la industria de papel fueron, y siguen siendo, Mänttä y Valkeakoski. Sin embargo, el centro industrial más notable en la histórica Tavastia es Tampere, donde grandes fábricas textiles y metales operan desde principios del siglo XIX.
En 1997, las partes del sur, junto con Tavastia Propia y Päijänne Tavastia, se fusionaron con las provincias de Uusimaa y Kymi en la nueva provincia de Finlandia Meridional. La parte norte con Pirkanmaa se fusionó con las provincias de Vaasa, Finlandia Central, Turku y Pori en la nueva provincia de Finlandia Occidental.
La provincia corresponde aproximadamente a las actuales regiones de Tavastia Propia, Päijänne Tavastia y Pirkanmaa.

## Geografía

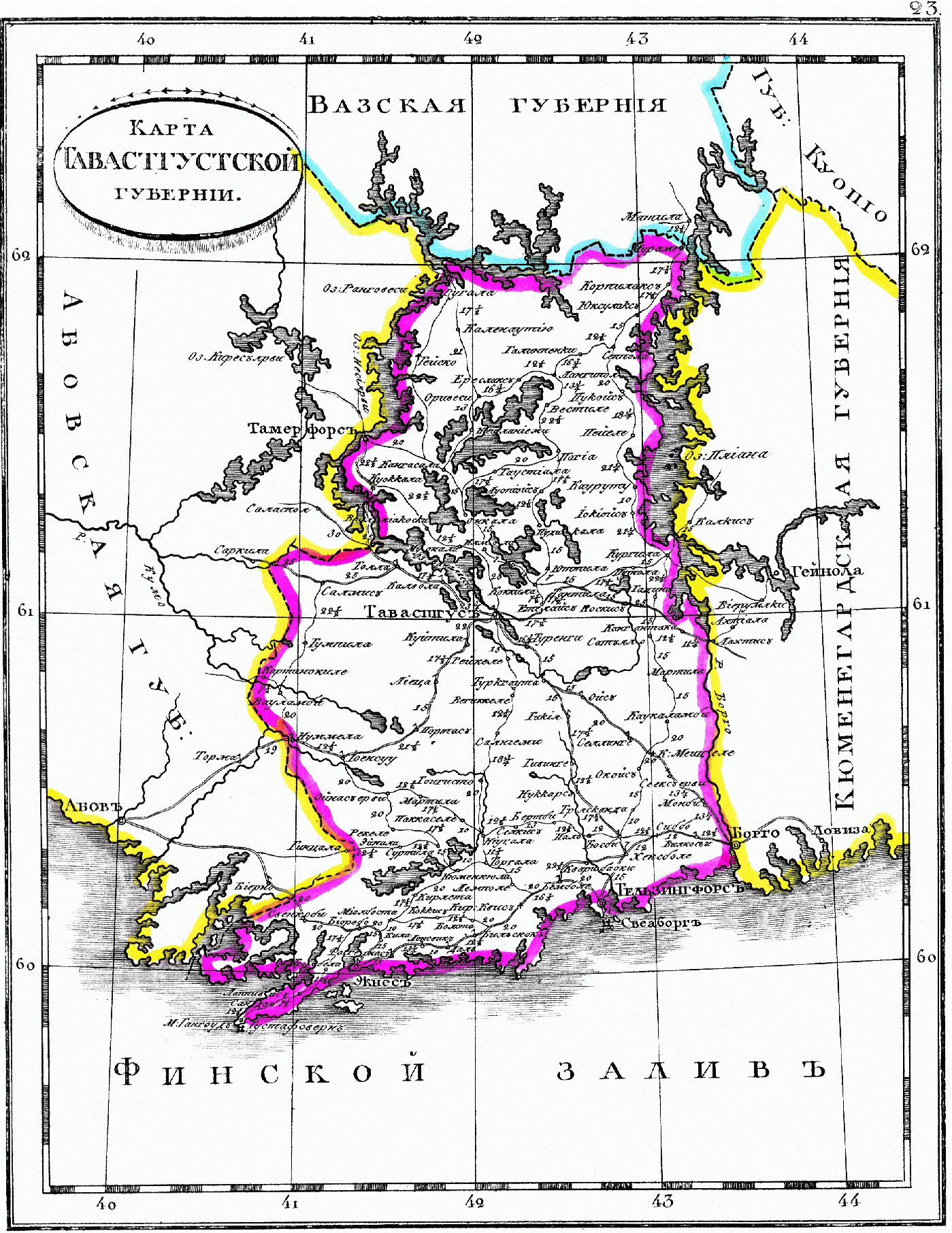
La gobernación de Tavastia en el Imperio ruso, 1835.

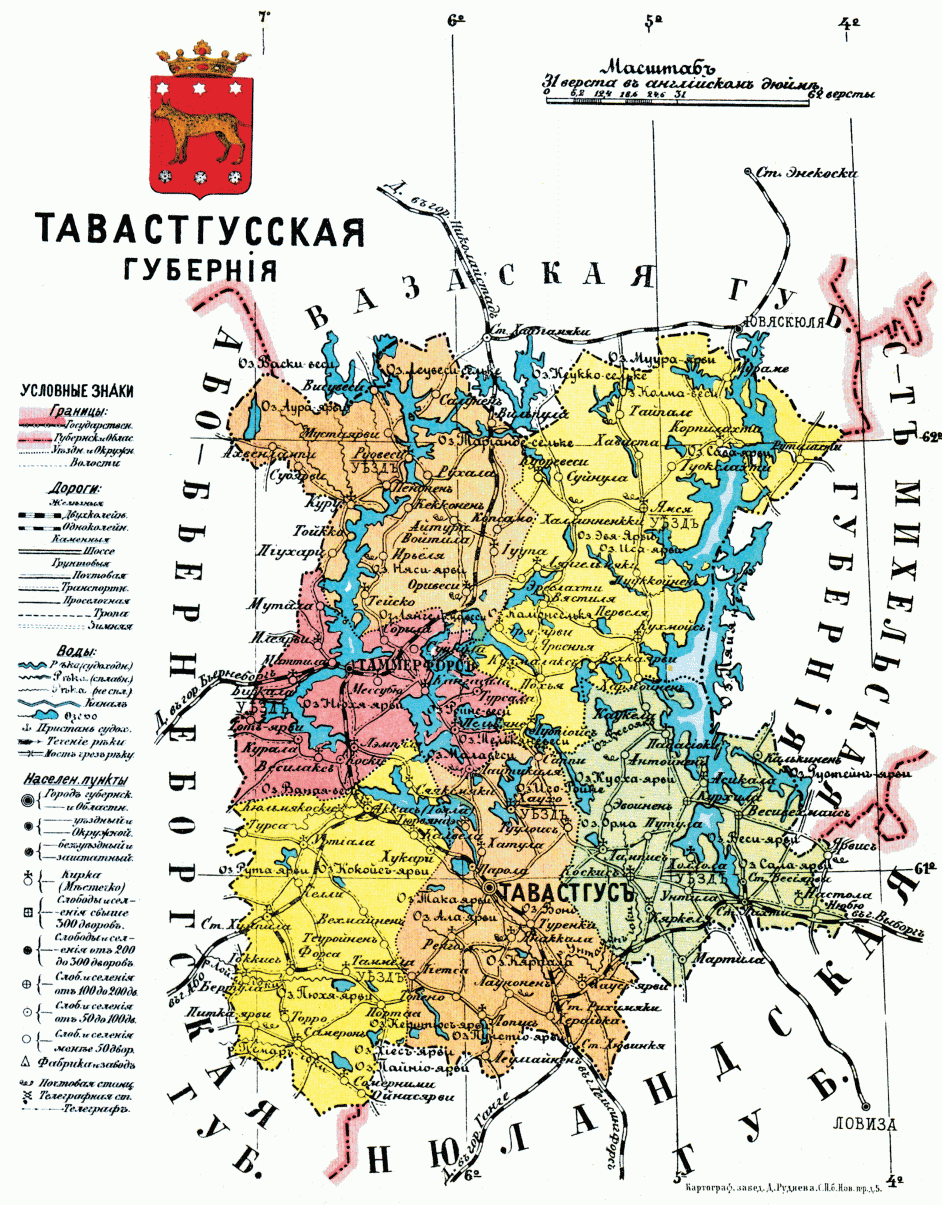
La gobernación de Tavastia en el Imperio ruso, 1913.

Tavastia occidental se extiende a ambos lados de la gran cuenca de drenaje del Kokemäenjoki. En el este de Tavastia, las regiones de Päijänne Tavastia y Finlandia Central se encuentran alrededor de las orillas del lago Päijänne. Las fronteras del sur de la provincia siguen aproximadamente la cresta Salpausselkä. Las partes del sur de la provincia consisten en llanuras entremezcladas con campos y bosques. Hacia el norte, la tierra se eleva gradualmente y se vuelve más montañosa. Al mismo tiempo, la proporción de tierra cultivada disminuye, y los bosques se vuelven cada vez más dominantes. El límite norte de Tavastia está en Finlandia Central. Como esta área se arregló solo en el momento de la sustitución del antiguo sistema provincial por el sistema condal, el antiguo límite provincial es incierto en esta área. Lo mismo se aplica a la frontera noroeste con Satakunta, que se encuentra en Pirkanmaa.
Como resultado del patrón original de asentamiento, las áreas habitadas se encuentran alrededor de las vías fluviales, campos que rodean especialmente los lagos más grandes. Los lagos son navegables, pero los rápidos de Kymijoki y Kokemäenjoki restringen la navegación hacia el mar. Del mismo modo, los lagos forman tres áreas navegables separadas. El lago Näsijärvi se puede navegar por más de 100 kilómetros al norte de Tampere, mientras que los lagos Pyhäjärvi, Vanajavesi y Roine han estado conectados por canales desde el siglo XIX, formando otra importante vía fluvial. Por otro lado, el lago Päijänne, el segundo lago más grande de Finlandia, conecta Lahti y Päijänne Tavastia con el centro de Finlandia y Jyväskylä.

## Municipios en 1997
Nota: ciudades en negrita
|  | - Asikkala - Forssa - Hattula - Hauho - Hausjärvi - Hollola - Humppila - Hämeenkoski - Hämeenkyrö - Hämeenlinna - Ikaalinen - Janakkala - Jokioinen - Juupajoki | - Kalvola - Kangasala - Kihniö - Kuhmalahti - Kuorevesi - Kuru - Kylmäkoski - Kärkölä - Lahti - Lammi - Lempäälä - Loppi - Luopioinen - Längelmäki | - Mouhijärvi - Mänttä - Nastola - Nokia - Orivesi - Padasjoki - Parkano - Pirkkala - Pälkäne - Renko - Riihimäki - Ruovesi - Sahalahti - Tammela | - Tampere - Toijala - Tuulos - Urjala - Valkeakoski - Vesilahti - Viiala - Viljakkala - Vilppula - Virrat - Ylöjärvi - Ypäjä |

## Municipios anteriores
Desmantelados antes de 1997
- Aitolahti
- Akaa (restablecido en 2007)
- Eräjärvi
- Hämeenlinnan mlk
- Koijärvi
- Messukylä
- Pohjaslahti
- Somerniemi
- Sääksmäki
- Teisko
- Tottijärvi
- Tyrväntö
- Vanaja

## Gobernadores
- Carl Klick (1831)
- Johan Fredrik Stichaeus (1831-1841)
- J. V. Snellman (1831, suplente)
- Carl Otto Rehbinder (1841-1863)
- Samuel Werner von Troil (1863-1865)
- Clas Herman Molander (1865-1869)
- Hjalmar (Sebastian) Nordenstreng (1870-1875)
- Edvard (Reinhold) von Ammondt (1875-1887)
- Torsten Costiander (1887-1895)
- Edvard Boehm (1895-1899)
- Gustaf Axel von Kothen (1900-1901)
- Isidor Svertschkoff (1901-1904)
- Alexander Pappkoff (1904-1906)
- Ivar (Sune) Gordie (1906-1910)
- Arthur Brofeldt (1910-1911, suplente)
- Rafael Knut Harald Spåre (1911-1917)
- Kustaa Adolf Saarinen (1917-1918, suplente)
- Antti Tulenheimo (1918-1919)
- Albert von Hellens (1919-1930)
- Sigurd Mattsson (1930-1959)
- Jorma Tuominen (1959-1972)
- Valdemar Sandelin (1973-1979)
- Risto Tainio (1979-1994)
- Kaarina Suonio (1994-1997)

## Heráldica
Las armas fueron otorgadas en el entierro de Gustavo I de Suecia en 1560. Las armas están coronadas por una corona ducal, aunque según la tradición finlandesa se parece más a la corona de un conde sueco. Blasón: "de gules, un lince pasante con mechones de sable en las orejas; en jefe tres estrellas de seis puntas, en la base cuatro rosas, todas de argén".

Escudo de la provincia histórica de Tavastia
Escudo de la provincia de Tavastia en el Imperio ruso
Escudo de la provincia de Tavastia antes de su desaparición

- Datos: Q1320740
- Multimedia: Tavastgus Governorate / Q1320740